# Cykeldator

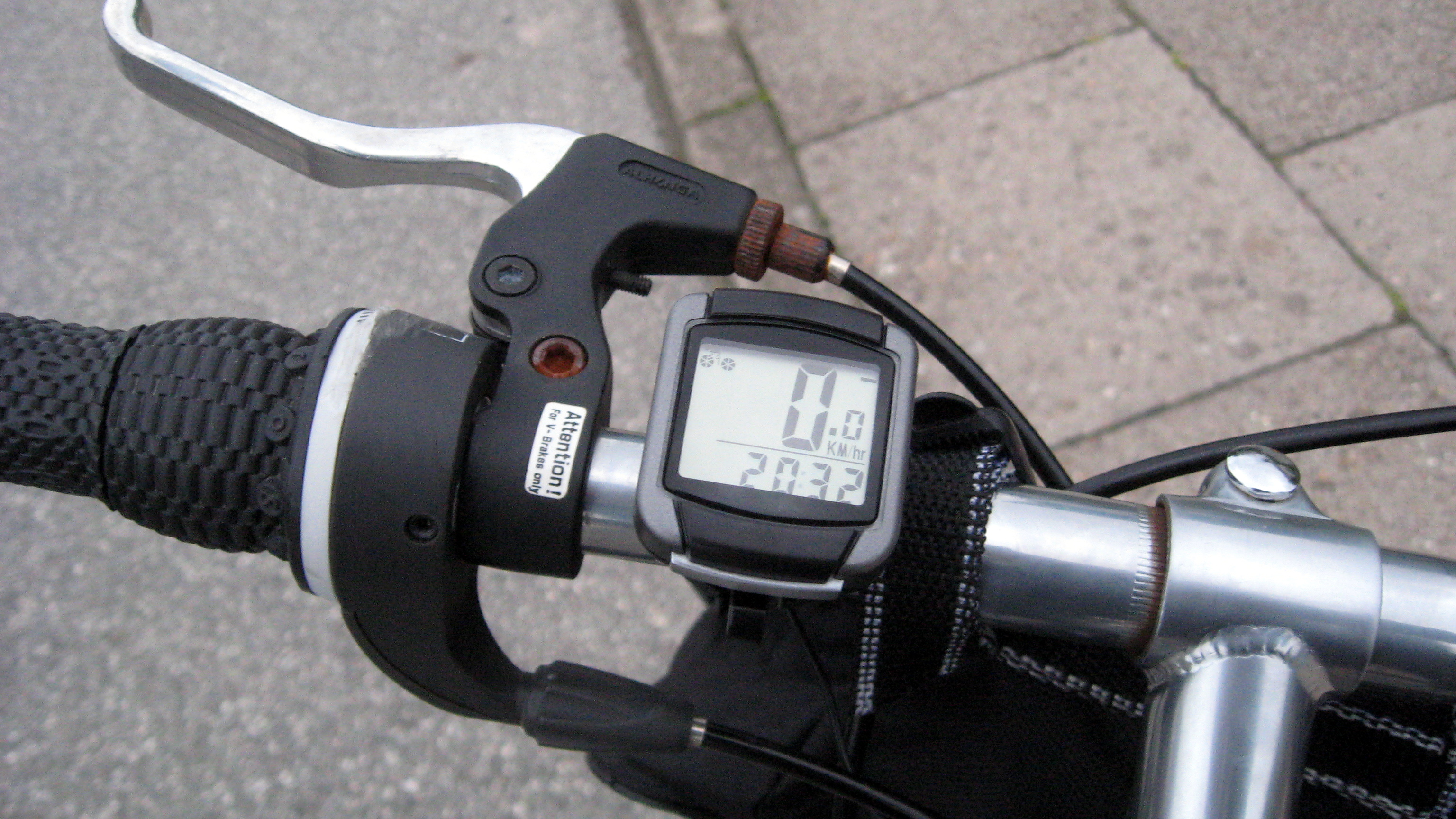
En cykeldator.

Cykeldator är en batteridriven elektronisk apparat avsedd för cykel, oftast i storlek med ett armbandsur, som registrerar och visar färddata under en cykelfärd. Det kan exempelvis vara aktuell hastighet, kadens (trampfrekvens), avverkad sträcka, topphastighet med mera.
En cykeldator med basfunktioner består vanligtvis av en magnet som man fäster på ena hjulets ekrar, en sensor som man fäster intill cykelhjulet och en huvuddel med display som brukar monteras på cykelstyret så att cyklisten kan ta del av data under färden. Genom att vid installationen lagra uppgifter om hjulstorlek kan cykeldatorn ge diverse färddata. Cykeldatorer med extrafunktioner innehåller ofta fler sensorer som man fäster exempelvis vid pedalen eller på kroppen.